# Křečov (hrad)
Křečov je zřícenina šlechtického hradu ze 14. století u Podbořanského Rohozce. Opuštěn byl na začátku 16. století. Z hradu se dochovaly jen malé zbytky, které jsou chráněny jako kulturní památka.

## Historie

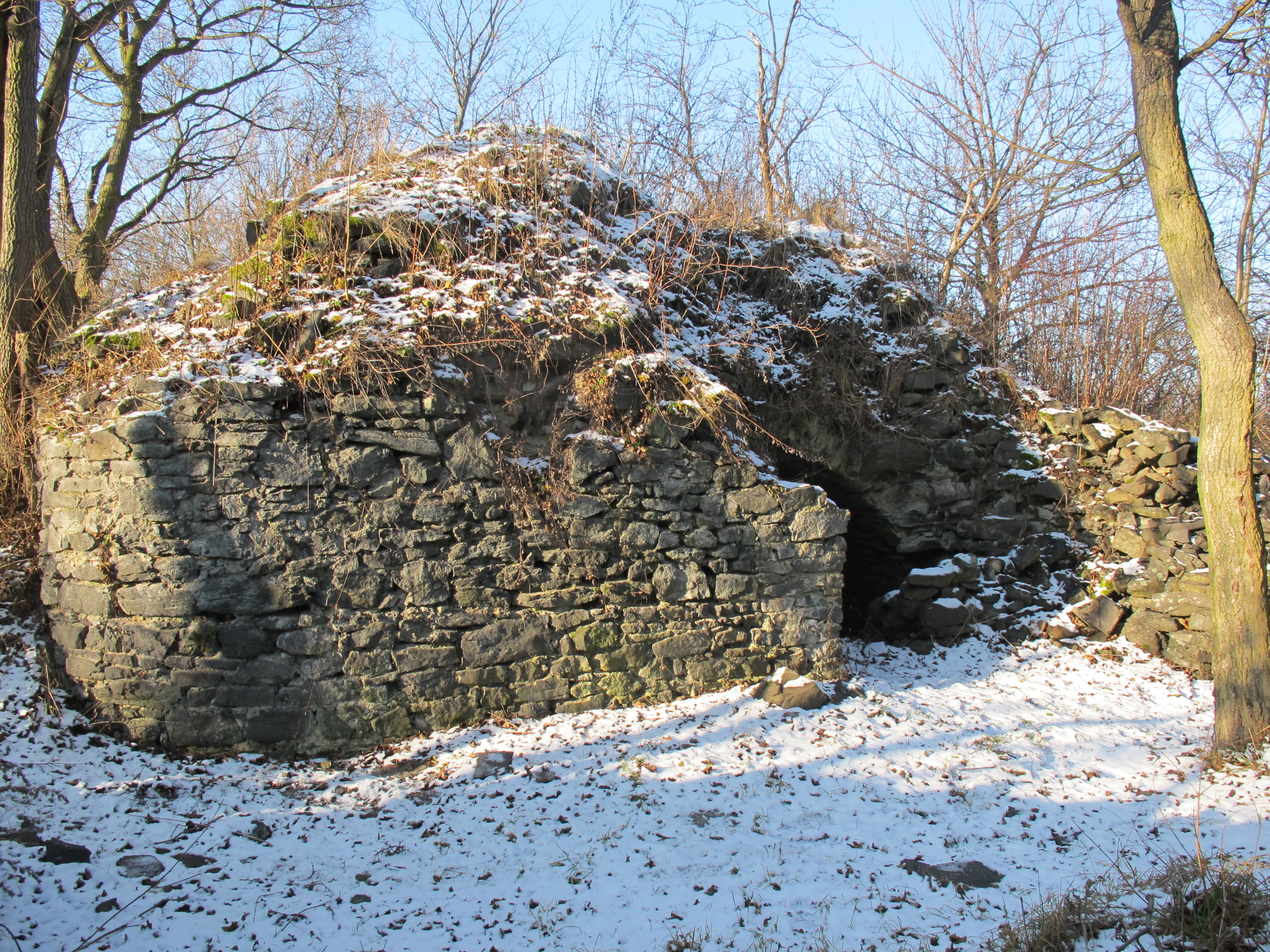
Nároží obytné věže (donjonu)

Hrad byl postaven zřejmě v první třetině 14. století. Poprvé se v písemných pramenech objevuje v roce 1338, kdy Racek z Křečova vystupuje jako jeden ze svědků na listině, potvrzující práva kostela v Rabštejně. Rytířům z Křečova patřil hrad maximálně do roku 1437, kdy byl provolán majetek po Divišovi starším z Křečova. Ještě před tím, nejpravděpodobněji v září 1421, byl hrad dobyt a poškozen vojsky druhé křížové výpravy. Diviš starší z Křečova byl křižáky zajat a odvezen do Bavorska, odkud se vrátil zřejmě na konci roku 1422. Po roce 1437 se křečovské zboží, k němuž patřila stejnojmenná vesnice, poplužní dvůr a rybníky pod hradem, dále pak lesy a poddaní v několika sousedních vsích, stalo předmětem vleklých soudních sporů. Hrad postupně vlastnili příslušníci různých rytířských rodů: z Nedvídkova (Jan Tvoch, 1438–1452), opět z Křečova, z Valdeka a nakonec, od roku 1482, Údrčtí z Údrče. Poslední zpráva o tom, že byl Křečov obýván, pochází z roku 1494. Pak již přestal vyhovovat nárokům šlechty na dobové standardy bydlení a byl opuštěn. Jako pustý se uvádí v roce 1541. Protože podle pověsti existovalo na Křečově sklepení, v němž byly ukryty zásoby vína, probíhaly zde za majitele panství Josefa Vonibalda z Eben průběžně v letech 1765–1789 vykopávky, které objekt poškodily. Dochované přízemí věže používali na přelomu 19. a 20. století jako dočasné útočiště kočující cikáni.

## Stavební podoba

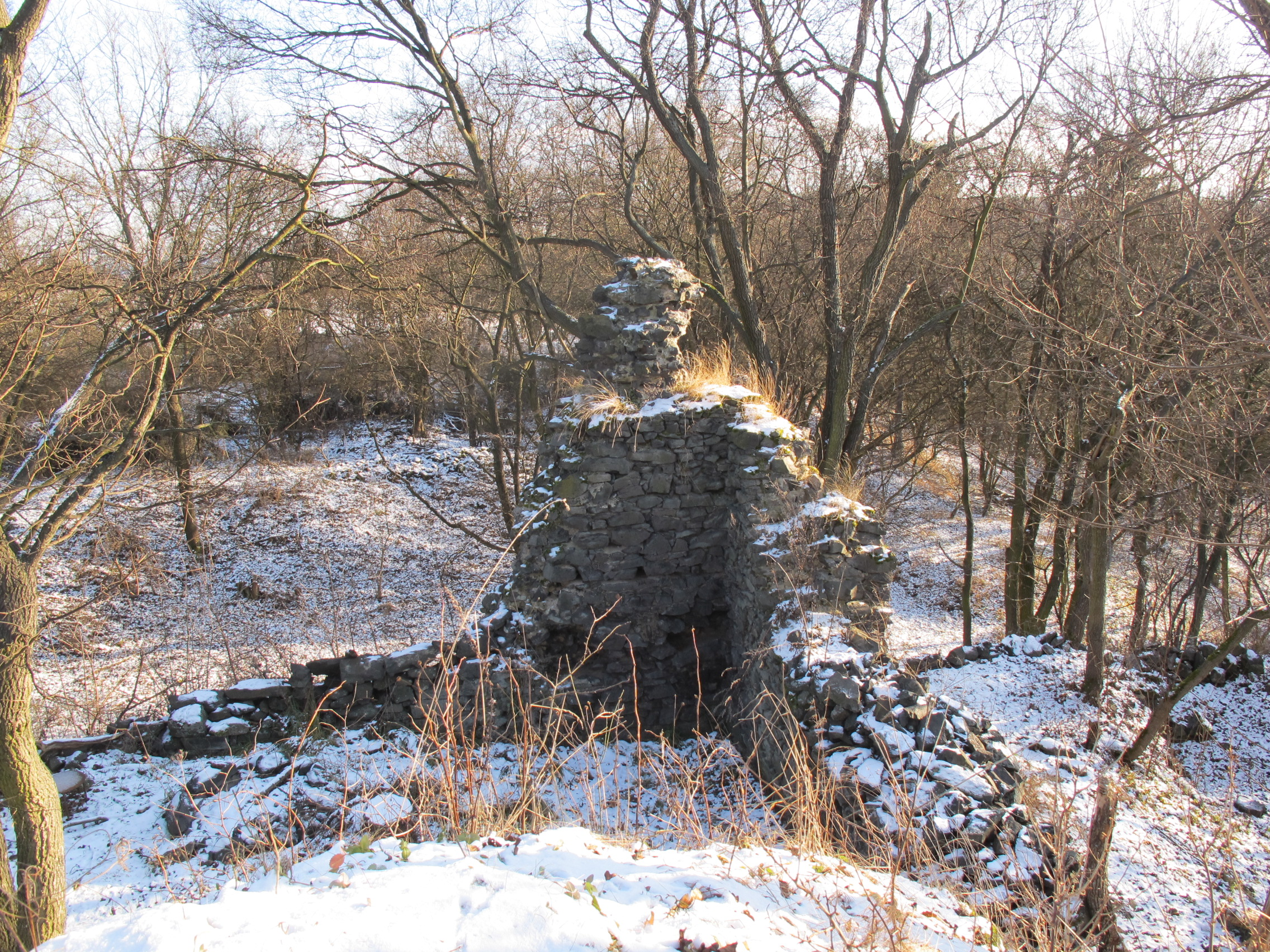
Nároží opevnění vnitřního hradu, pod ním předhradí

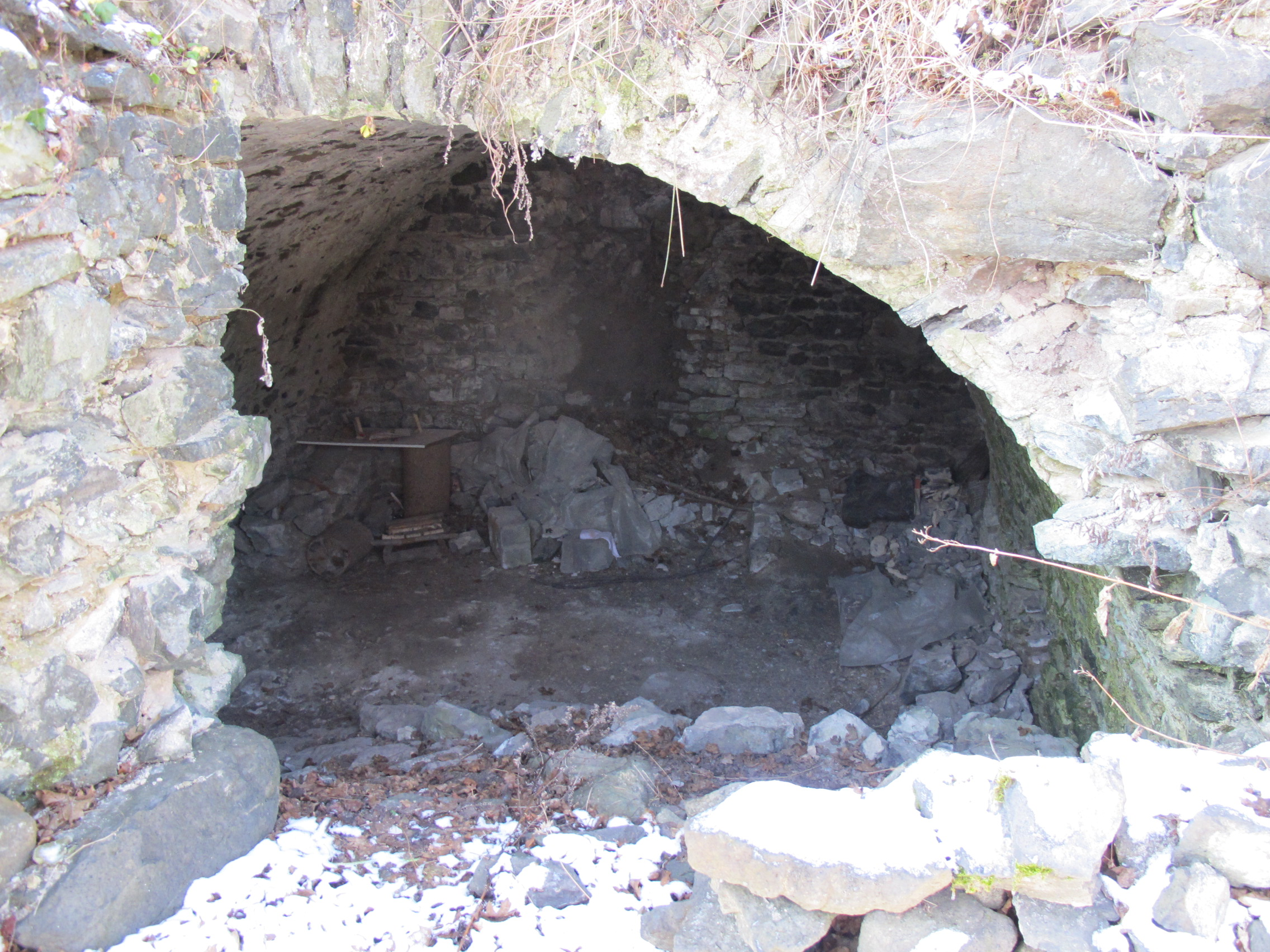
Klenuté přízemí obytné věže

Poloha hradu byla z pevnostního hlediska nevýhodná. Prudkým svahem chráněná je jen jihovýchodní strana, od severozápadu se k hradu pozvolna svažuje pole. Proto musel být z této strany vybudován hluboký hradební příkop, dnes z velké části zasypaný.
Křečov byl hrad donjonového typu, skládající se z jádra a předhradí. Jádro mělo rozměry 18 × 20 metrů. Skládalo se z obytné věže o hraně 9 metrů, z níž se dochovalo přízemí sklenuté valenou klenbou a část zdiva patra. Na jižní straně jádra proti věži stála další podélná budova. Protáhlá brána s padacím mostem přes příkop umožňovala vstup do severovýchodně položeného předhradí. Autor kresby hradu na katastrální mapě z roku 1843 zde ještě zachytil věžovitou stavbu podobnou té v jádru hradu. Předhradí bylo rovněž opevněno obvodovou zdí a příkopem a kromě zmíněné věže obsahovalo nejméně ještě jednu další zděnou stavbu, jak naznačují reliéfní relikty.

## Přístup ke hradu
Najít hrad není jednoduché, ze silnice není jeho poloha patrná. Z Nepomyšle asi 2 km po silnici do Podbořanského Rohozce. Na vrcholu mírného stoupání, před záhybem silnice doprava, vede vlevo dolů, podél pole, křovinový větrolam. Po levé straně větrolamu, po polní mezi (k hradu nevede cesta) se asi po 200 metrech dostaneme ke zřícenině skryté v porostu.